# Huslenky
Huslenky ist eine Gemeinde in der Mährischen Walachei in Tschechien. Sie liegt acht Kilometer südöstlich von Vsetín und gehört zum Okres Vsetín.

## Geographie
Huslenky befindet sich am westlichen Fuße der Javorníky am Übergang zu den Vsetínské vrchy im Naturpark CHKO Beskydy. Das Dorf liegt linksseitig der Vsetínská Bečva an der Einmündung des Baches Zděchovka. Nördlich erhebt sich der Ochmelov (733 m), im Südosten der Hrachovec (777 m), südlich der Žár (689 m) und die Tanečnice (734 m) sowie im Südwesten die Hrabůvka (566 m). Durch Huslenky führt die Bahnstrecke Vsetín–Velké Karlovice.
Nachbarorte sind Škrádný und U Sivků im Norden, Buchlov, Losový und Bařiny im Nordosten, Zbeličné und Hrachoveček im Osten, Humenec und Žárec im Südosten, Uherská, U Kneblů, U Martinců und Tisové im Süden, Stříbrník und Hořansko im Südwesten, Bradovský Mlýn und Hovězí im Westen sowie Hovízky im Nordwesten.
Das Kataster der Gemeinde erstreckt sich über 13 Seitentäler der Vsetínská Bečva, von denen die der Kýchová und des Uherský potok die größten sind, bis zur slowakischen Grenze.

## Geschichte
Die erste schriftliche Erwähnung des zur Herrschaft Vsetín gehörigen wüsten Dorfes Huslné erfolgte im Jahre 1505. Im 16. Jahrhundert erfolgte von Hovězí aus die Besiedlung der Wälder der Javorníky bis zur ungarischen Grenze durch die Anlegung zahlreicher Paseken. Zugleich wurde auch das obere Tal der Vsetínská Bečva erschlossen. Während des Dreißigjährigen Krieges beteiligten sich die Bewohner der Gegend am Walachischen Aufstand. Nachdem Georg Illésházy 1681 die Herrschaft Vsetín wegen Überschuldung verkaufen musste, wurde das Gut Hovězí am 14. März 1681 von Vsetín abgetrennt und an Margarethe Franziska von Schneidau verkauft. Diese verkaufte Hovězí umgehend für 21.000 Gulden an Melchior Ledenický von Ledenice auf Liptál. Er setzte 1696 seine Neffen Karl und Franz Podstatský von Prusinowitz als Erben ein. Karl Podstatský von Prusinowitz erwarb 1697 für 9000 Gulden den Anteil seines Bruders und war bis 1718 alleiniger Besitzer des Gutes Hovězí. Er verkaufte das Gut nach langwierigen Streitigkeiten über die Weide Polana mit der Gemeinde Zděchov für 44.000 Gulden an Mikuláš Graf Illésházy. Dadurch wurde Hovězí wieder an die Herrschaft Vsetín angeschlossen. Dies änderte sich unter Štěpán Graf Illésházy, der das Schloss Kaštýl in Hovězí zum Sitz seiner Geliebten Theresia von Gatterburg machte und ihr 1827 schließlich zur lebenslangen Nutzung überschrieb. Da die Ehe zwischen Illésházy und Theresia Barkóczy kinderlos geblieben war, erbten 1831 die vier Kinder der Theresia von Gatterburg die Herrschaft Vsetín. Sidonie und Moritz entstammten Theresias Ehe mit Karl von Scharff, Maria und Theresia aus ihrer Beziehung mit Štěpán Illésházy. Sidonie übertrug ihren Anteil an ihren Mann Josef von Wachtler, der kurz darauf die anderen drei Anteile aufkaufte.
Nach der Aufhebung der Patrimonialherrschaften wurden die Ansiedlungen ab 1850 Teil der politischen Gemeinde Hovězí/Howiessy in der Bezirkshauptmannschaft Valašské Meziříčí. Seit 1910 gehörte die Gemeinde zum Bezirk Vsetín, sie war eines der bevölkerungsreichsten und ausgedehntesten Dörfer Mährens. In den 1930er Jahren brach in der Gemeinde ein heftiger Streit um den Standort für den Bau einer Bürgerschule aus. Die Bewohner von Hovězí wollten die Schule in ihrem Ort errichten. Dagegen protestierten sowohl die Gemeinde Zděchov als auch die Einwohner aus den Tälern im oberen Teil der Gemeinde wegen des weiten Schulweges. Am 7. Dezember 1939 legte eine Kommission die zentral gelegene Siedlung Údolí Huslenky als Standort der Schule fest. Nachdem der Zweite Weltkrieg den Bau verhindert hatte, flammte nach Kriegsende der Streit um den Schulstandort erneut auf. Am 29. August 1947 entschied das Ministerium für Schulwesen, dass der Bau am vorgesehenen Standort in Hovězí-Huslenky erfolgen sollte. Infolge des Schulstreites kam es zu einem Bruch innerhalb der Gemeinde. Am 1. November 1948 wurden auf Veranlassung des Bezirksnationalschusses Vsetín in der Gemeinde drei Bürgerversammlungen abgehalten. In Černé und Údolí Huslenky entschieden sich die Bewohner für die Bildung einer neuen Gemeinde Bařiny, deren Verwaltungssitz in der Ansiedlung Bařiny sein sollte. Lediglich in Hovězí sprachen sich die Bewohner gegen die Bildung einer neuen Gemeinde aus und empfahlen die Umgemeindung von Údolí Huslenky nach Halenkov. Nachdem der örtliche Nationalausschuss (MNV) Hovězí den Schulbau weiter verzögerte und schließlich nur ein Provisorium errichten wollte, beschlossen die Vertreter von Údolí Huslenky, Bařiny und Zděchov am 21. Jänner 1949 die Realisierung des Schulbaus in eigener Regie durchzuführen. Am 13. Jänner 1949 bildete sich ein MNV für die neu zu bildende Gemeinde. Die Eigenständigkeit verzögerte sich, weil es unter den Bewohnern von Škrádný und Hřebík zu Missverständnissen kam und diese nicht angehört worden waren. Am 6. März 1949 ernannte der MNV den aus dem Ort stammenden Minister für Arbeit und Sozialfürsorge Evžen Erban zum ersten Ehrenbürger. Am 8. Oktober 1949 beantragte der Kreisnationalausschuss Gottwaldov beim Innenministerium die Teilung der Gemeinde Hovězí. Im selben Monat genehmigte das Ministerium mit dem Erlass 172-14 die Teilung der Gemeinde Hovězí in die zwei Gemeinden Hovězí und Huslenky.
Die neue Gemeinde Huslenky bestand aus 460 Wohngebäuden und hatte 2388 Einwohner. Im Jahre 1955 erfolgte die Umnummerierung der Häuser von Huslenky.

## Gemeindegliederung
Für die Gemeinde Huslenky sind keine Ortsteile ausgewiesen. Huslenky besteht aus den Ansiedlungen Bařiny, Bratřejůvka, Černé, Darebňa, Hluboček, Hrachoveček, Hřebík, Kýchová, Losový, Pod Černým, Řečiska, Suřany, Škrádný, Tisové, Tomanůvka, U Čechů, U Čemanů, U Kuželů, U Krétů, U Žárských, Uherská, Údolí Huslenky, Za vodů und Zbeličný sowie zahlreichen Einöden (Paseken).

## Partnergemeinde
- Jasenica, Slowakei

## Sehenswürdigkeiten
- evangelische Kirche in Údolí Huslenky, erbaut 1873 bis 1892
- Partisanendenkmal am Pass Papajské sedlo über den zum Ende des Zweiten Weltkrieges die 4. tschechoslowakische Brigade Vsetín einnahm, südöstlich des Ortes an der Grenze zur Slowakei
- Sklářův dům, Geburtshaus des Possenreißers Michal Sklář
- historische Schänke "U Divokého Osla" ("Zum Wilden Esel"), der im 17. Jahrhundert errichtete Bau beherbergt heute eine private Volkskunstausstellung
- Naturschutzgebiet Galovské lúky am Hrachovec, Bergweiden südöstlich des Dorfes
- Naturschutzgebiet Uherská, Wacholder-Weide am Bach Uherský potok, südlich des Dorfes
- Naturdenkmal Stříbrník, südwestlich des Dorfes